# Wilhelm Hoffmann (Buchhändler)
Johann Wilhelm Hoffmann (* 12. Juli 1777 in Weimar; † 21. September 1859 ebenda) war ein Weimarer Verleger und Buchhändler.

## Leben
Hoffmann wurde als zweiter Sohn Carl Ludolf Hoffmanns (1729–1780) in eine Verlegerfamilie geboren. Er wurde 1792 von Johann Gottfried Herder konfirmiert und trat im gleichen Jahr in das väterliche Buchhandels- und Verlagsgeschäft ein. 1794 verpflichtete er sich zu einer fünfjährigen Lehrzeit in der Schöpfischen Buchhandlung in Zittau und wurde dort bereits 1797 aufgrund guter Leistungen zum Kommis. Während seiner Lehrzeit war er Mitglied des Zittauer Liebhabertheaters.
Am Ende der Lehrzeit trat Hoffmann 1800 in das Geschäft der Bohnschen Buchhandlung in Hamburg, kehrte dann 1802 nach Weimar zurück, um im väterlichen Geschäft zu arbeiten. Zu seinen ersten Neuerungen gehörte die Einführung von Ansichtssendungen, was den Buchabsatz erheblich steigerte.
Am 24. Dezember 1808 heiratete Hoffmann Elisabeth Cronrath, die aus einer rheinischen Familie stammte. Am 8. November 1809 wurde Hoffmann zum Herzoglichen Hofbuchhändler ernannt. 1811 wurde die erste Tochter geboren (gestorben 1826). 1814 wurde er Mitglied des Landsturms in Weimar und bis zu dessen Auflösung 1818 Chef des Bataillons. Am Vorweihnachtsabend 1815 stellte er für arme Kinder den ersten öffentlichen geschmückten Weihnachtsbaum in Deutschland auf. 1818 wurde der Sohn Carl geboren. In den 20er Jahren diente Hoffmann dem Herzog Karl August auch als Zwischenstation für geheime Postsachen. Für diese und andere Dienste erhielt er 1825 die Goldene Zivilverdienstmedaille; im gleichen Jahr wurde ihm der Titel „Kommissionsrat“ verliehen.
Nach Kotzebues Tod übernahm er 1819 dessen Literarisches Wochenblatt. Er gründete 1832 die Weimarische Zeitung, die er bis 1853 verlegte (Auflage 1848: 2000 Exemplare); die Verlagstätigkeit umfasste auch Werke Weimarer Autoren (z. B. Herders und Wielands). Auch Weimars erstes Adressbuch erschien 1839 bei Hoffmann.
Hoffmann wirkte mehrfach als Organisator von Spendensammlungen zu wohltätigen Zwecken; so sammelte er 1848 zum Bau einer Schule in Schöndorf bei Weimar 700 Taler. In Weimar war er Mitglied der dortigen Freimaurerloge Anna Amalia zu den drei Rosen.